# Steven Spielberg

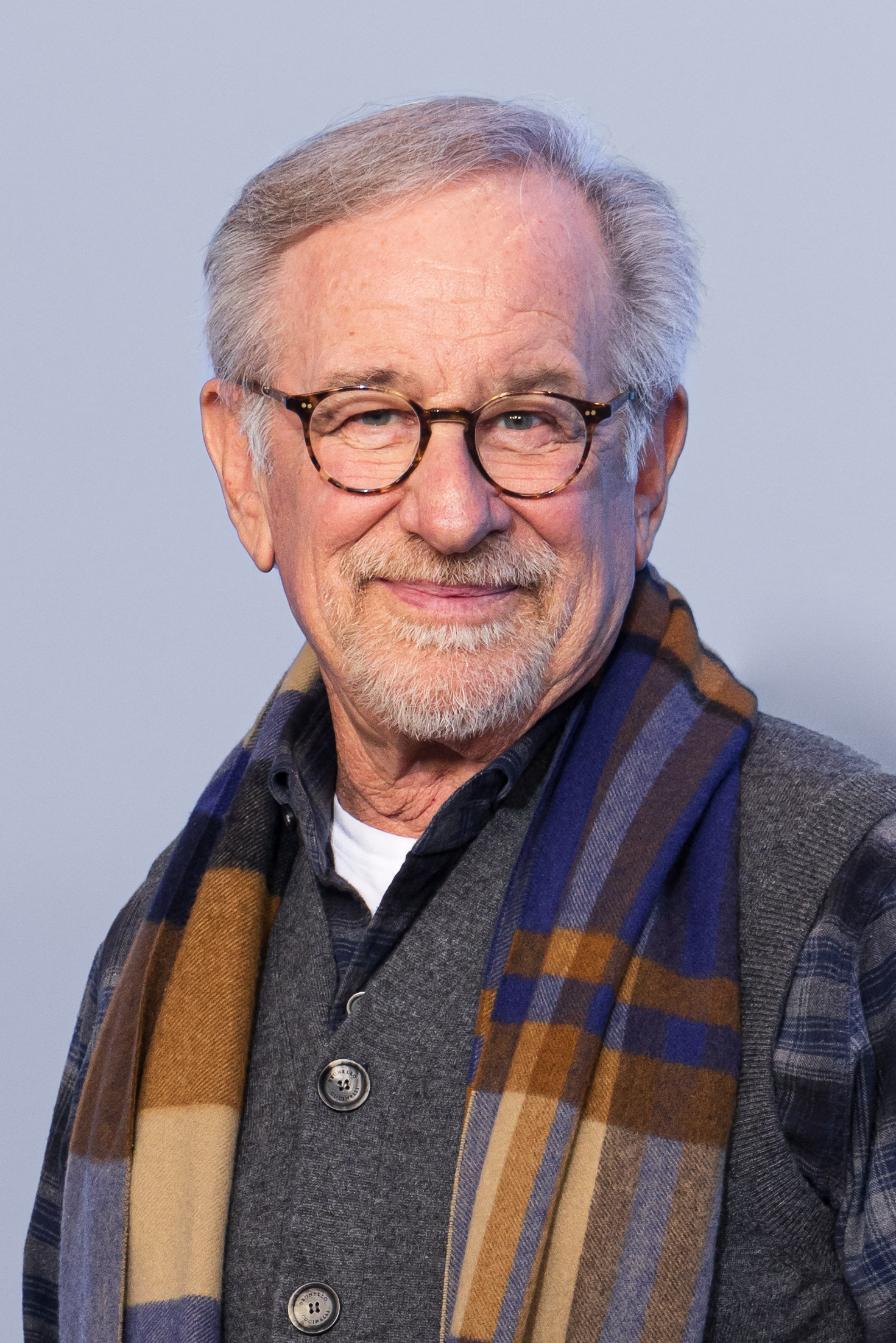
Steven Spielberg (2023)

Steven Allan Spielberg (* 18. Dezember 1946 in Cincinnati, Ohio) ist ein US-amerikanischer Filmregisseur, Filmproduzent und Drehbuchautor.
Neben seinem Debütfilm Duell (1971) gehören zu Spielbergs bekanntesten Filmen Der weiße Hai (1975), Unheimliche Begegnung der dritten Art (1977), E.T. – Der Außerirdische (1982), Jurassic Park (1993), Schindlers Liste (1993), Der Soldat James Ryan (1998), Catch Me If You Can (2002), Lincoln (2012), Ready Player One (2018) und die ersten vier der fünfteiligen Indiana-Jones-Reihe (1981–2023). Als Produzent war Spielberg u. a. für die Filmreihen Zurück in die Zukunft, Men in Black und Transformers
verantwortlich.
Der 22-fach für den Oscar nominierte Spielberg erhielt den Filmpreis für seine Regiearbeiten bei Schindlers Liste und Der Soldat James Ryan sowie als Produzent für Schindlers Liste. Insgesamt erhielten seine Filme 140 Oscar-Nominierungen und konnten 35 Mal die weltweit wichtigste Filmtrophäe gewinnen. Mit seiner Nominierung für West Side Story im Jahr 2022 ist Spielberg der erste und bislang einzige Regisseur, der in sechs Jahrzehnten (1970er bis 2020er Jahre) für den Oscar nominiert war oder ausgezeichnet wurde.
Der Mitbegründer der Filmproduktionsfirmen Amblin Entertainment und Dreamworks ist mehrfacher Golden-Globe-, BAFTA- und Emmy-Preisträger. Außerdem wurde er mit zahlreichen Ehrungen für seine philanthropischen Bemühungen außerhalb des Filmgeschäfts bedacht. Mit seinen Filmen spielte er mehr als zehn Milliarden US-Dollar ein und gilt damit als der kommerziell erfolgreichste Regisseur der Filmgeschichte.

## Biografie

### Familie und Privates
Steven Allan Spielberg wurde 1946 im The Jewish Hospital in Cincinnati geboren. Sein Vater war der Elektroingenieur und Computer-Pionier Arnold Spielberg (1917–2020), seine Mutter Leah Frances Posner (1920–2017) wirkte bis zu ihrer Heirat 1945 als studierte Konzertpianistin. Spielbergs Eltern gehörten dem orthodoxen Judentum an. Steven Spielberg hat drei jüngere Schwestern: Anne (* 1949), Susan (* 1953) und Nancy (* 1956). Spielbergs Eltern ließen sich am 20. April 1966 scheiden. Die Mutter heiratete 1967 Bernard Adler (1919–1995), einen ehemaligen Assistenten Arnold Spielbergs. Arnold Spielberg heiratete 1997 Bernice Goldsmith Colner (1920–2016).
Spielbergs Großeltern väterlicherseits stammten aus der zum russischen Kaiserreich gehörenden westukrainischen Oblast Chmelnyzkyj. Die Wurzeln der Familie lagen in der Stadt Spielberg in der Steiermark. Spielbergs Vorfahren wanderten in die Ukraine aus und gaben sich den Nachnamen „Spielberg“. Sein Großvater Shmuel Spielberg (1873–1945) emigrierte 1906 unter dem anglisierten Namen Samuel aus Kamjanez-Podilskyj nach Cincinnati und betrieb dort einen Gemischtwarenhandel. Spielbergs Großmutter Rebecca Chechik (1884–1969) folgte ihrem Mann 1908 aus Sudylkiw in die USA. 
Spielbergs Großvater mütterlicherseits Philip „Fievel“ Posner (1884–1961) lebte zunächst in Odessa (Ukraine) und wanderte nach Pogromen während der Russischen Revolution 1905 nach Cincinnati aus. 1915 heiratete der jüdisch-orthodox praktizierende Bekleidungshändler die in Cincinnati geborene Jennie Fridmann (1882–?).
Spielberg heiratete 1985 die Schauspielerin Amy Irving, mit der er einen gemeinsamen Sohn (* 1985) hat. Nach der Scheidung im Februar 1989 heiratete er im Oktober 1991 die Schauspielerin Kate Capshaw, die er bei den Dreharbeiten zu Indiana Jones und der Tempel des Todes kennengelernt hatte. Das Paar lebt in Hollywood. Zusammen mit Kate Capshaw hat Spielberg die Stieftochter Jessica Capshaw (* 1976) und drei leibliche Kinder, darunter Sasha Spielberg (* 1990), einen 1992 geborenen Sohn sowie eine 1996 geborene Tochter. Er adoptierte zwei 1996 geborene Kinder. Spielbergs Patenkinder sind die Schauspielerinnen Drew Barrymore und Gwyneth Paltrow.
Zu seinem beruflichen Freundeskreis zählen Regisseure wie George Lucas, Robert Zemeckis, Barbra Streisand, Chris Columbus, Peter Jackson und Barry Levinson sowie die Schauspieler Tom Hanks und Tom Cruise. Eine enge Freundschaft verbindet Spielberg zudem seit 1974 mit dem amerikanischen Filmmusikkomponisten John Williams.
Spielberg hatte im Mai 2025 ein Vermögen von rund 10 Milliarden US-Dollar.

### Kindheit und Jugend
Spielberg verbrachte seine frühe Kindheit zunächst in seiner Geburtsstadt Cincinnati. Im Juni 1949 nahm der frisch von der Universität graduierte Vater ein Angebot des von David Sarnoff geleiteten Elektronikkonzerns RCA an und die Familie Spielberg zog nach Camden (New Jersey). In Philadelphia, das sich gegenüber von Camden am anderen Ufer des Delaware River befindet, erlebte Spielberg im Jahr 1952 den ersten Kinobesuch seines Lebens. Mit seinem Vater sah er den Film Die größte Schau der Welt von Meisterregisseur Cecil B. DeMille. Im Verlauf des Jahres 1952 folgte ein weiterer Umzug in das nur wenige Meilen entfernte Viertel Haddon Township. Nach der Geburt seiner dritten Schwester zog die Familie im Februar 1957 aufgrund eines beruflichen Wechsels des Vaters zu General Electric in Richtung Westküste der USA nach Scottsdale, einem exklusiven Vorort von Phoenix im US-Bundesstaat Arizona. Spielberg wuchs gutsituiert auf, war ein durchschnittlicher Schüler, entwickelte bereits als Kind eine ausgeprägte Leidenschaft für Film, Fernsehen und Filmsoundtracks, las Science-Fiction-Comichefte, spielte jahrelang Klarinette in der Ingleside Thunderbird Band und interessierte sich nicht für Sport. Spielberg litt während seiner Kindheit bis hinein in die Jugend unter den zunehmenden Spannungen und Streitereien seiner Eltern, die 1966 in eine Scheidung mündeten. Laut eigener Aussage hatte er zu seinen drei Schwestern und seinem beruflich bedingt häufig abwesenden Vater bis hinein ins Erwachsenenalter ein vorwiegend schwieriges Verhältnis. Zudem hatte er in den verschiedenen Schulen, an denen er im Laufe seiner Kindheit und Jugend unterrichtet wurde, aufgrund seines schmächtigen Körpers und seiner jüdischen Herkunft in unregelmäßigen Abständen Probleme mit Mitschülern, die sich über ihn lustig machten, ihn beleidigten oder physisch angingen. Spielberg fand an allen Schulen aber auch Freunde, Gleichgesinnte und Verbündete.
Als Zehnjähriger erhielt er von seinem Vater dessen 8-mm-Filmkamera vom Typ Eastman Kodak Brownie Movie Camera II mit einer 13-mm-Festbrennweite. Spielbergs Vater war der Kritik seines Sohnes überdrüssig, da Steven ständig die Qualität der von ihm gedrehten Familienfilme bemängelte. Fortan übertrug der Vater an Steven die Aufgabe, die Familienfilme zu drehen. 1958 drehte Spielberg im Alter von elf Jahren seinen ersten Kurzfilm, der die Kollision zweier Züge seiner Spielzeugeisenbahn zeigte. Im selben Jahr erhielt er von den Pfadfindern ein Verdienstabzeichen für den von ihm gedrehten 8-mm-Film The Last Gunfight. Mit vierzehn Jahren spannte er seine Nachbarskinder und Klassenkameraden für die Dreharbeiten des 40-minütigen Kriegsfilms Escape to Nowhere ein. Der Kriegsfilm zeigt den Kampf von Generalfeldmarschall Erwin Rommel und den deutschen Truppen gegen einen amerikanischen Armeeverbund. Spielberg gewann mit dem Werk das Arizona Amateur Film Festival und erhielt als Preis eine 16mm-Kodak-Filmkamera sowie eine umfangreiche Sammlung mit Fachliteratur für Filmemacher. Auf Anraten seines Vaters verkaufte Spielberg die Kamera und investierte den Erlös stattdessen in eine vollausgestattete 8mm-Bolex H-8 de luxe mit Stop-Motion- und Zeitlupenfunktion, mehreren Filmoptiken und einem 400-Fuß-Magazin, so dass Spielberg in der Lage war, alles so drehen zu können, wie er es wollte. Zusätzlich spendierte der Vater ihm noch einen passenden Bolex-Projektor und ein gerade auf dem Markt gekommenes Bolex-Sonerizer-Tonsystem, mit dem es Spielberg erstmals möglich war, seine Filme zu vertonen. Spielberg experimentierte von nun an mit allen Einstellungsgrößen, Stop-Motion und Zeitlupen. Die immensen Kosten für Negative und Filmentwicklung übernahm der Vater. Zeitzeugen erinnern sich, dass Spielberg fest davon überzeugt und gewillt war, Filmregisseur zu werden.
In seiner Zeit als Teenager drehte Spielberg insgesamt 15 Kurzfilme. Hauptthema war zumeist der Zweite Weltkrieg, sodass Filme wie Fighter Squad gespickt mit Flugzeugen, deutschen Soldaten und deutschen Nazis waren. Als begeisterter Filmemacher ging Spielberg jeden Samstagnachmittag mit seinen Freunden ins Kiva Theatre-Kino in Scottsdale. Hier sah er neben den Filmen von John Ford und John Huston zahlreiche B-Movie-Western, Tarzan-Filme, Zorro-Filme und Cartoons, die ihn nachhaltig inspirierten. Zu seinen Lieblingsfilmen zählten Hitchcocks Psycho, Ben Hur und insbesondere Die Brücke am Kwai sowie der mit sieben Oscars prämierte Historienfilm Lawrence von Arabien aus dem Jahr 1962. Im Garten seiner Eltern veranstaltete er für die Kinder aus der Nachbarschaft mit Unterstützung seiner Familie Kinovorführungen mit einem 16-mm-Projektor, den sein Vater ihm geschenkt hatte. Die hier erzielten Einnahmen investierte er wieder in seine zunehmend aufwändigeren Filmprojekte.
Bereits im Jahr 1960 hatte er sich als 13-Jähriger in Phoenix einen Namen als Nachwuchsfilmemacher gemacht, und seine Dreharbeiten wurden ab und an vom lokalen Fernsehsender besucht. Nachdem der mittlerweile dauerhaft mit Filmemachen beschäftige Spielberg im September 1961 auf die Arcadia High School in Scottsdale gewechselt war, folgte im Alter von 17 Jahren sein 1963 innerhalb von sechs Monaten realisierter, aufwändig gedrehter, 140 Minuten langer Science-Fiction-Film Firelight, im Wesentlichen eine Amateurfilmfassung der 1977 von Spielberg gedrehten Unheimlichen Begegnung der dritten Art. Beide Filme sind inspiriert durch die meist sternenklaren Nächte Arizonas und die zahlreichen dort zu sehenden Sternschnuppen. Sie weckten bereits als Kind Spielbergs Begeisterung für Astronomie und riefen bei ihm gleichzeitig Fantasien und Sehnsüchte über UFOs hervor. Der von seinen Eltern mit weniger als 600 US-Dollar finanzierte Spielfilm Firelight wurde einmalig am 24. März 1964 in dem von seinem Vater angemieteten Phoenix Little Theatre vor ausverkauftem Haus aufgeführt. Die Zuschauer zahlten jeweils 75 Cent Eintritt, und Spielberg konnte einen kleinen Gewinn erwirtschaften. An den Dreharbeiten beteiligten sich erneut zahlreiche Schulkameraden seiner High School und Spielbergs Familienmitglieder. Im Vorfeld hatte Spielberg während eines Besuchs in den Universal Studios den Kontakt zum Universal-Mitarbeiter Chuck Silvers aufgenommen, der ihm fortan als Mentor beratend zur Seite stand und das außergewöhnliche Potenzial des Filmemachers bereits erkannte. Spielberg hoffte, dass der Film seine Eintrittskarte für Hollywood werden würde und dass Universal seine Amateurproduktion mit großem Budget wiederverfilmen würde – mit Spielberg als Regisseur.
Ein letzter Versuch, die kriselnde Ehe der Eltern zu retten, sollte mit einem beruflichen Wechsel des Vaters zu IBM in eine neue, unbelastete Lebensumgebung einhergehen, und so zog die Familie Ende März 1964 ins Silicon Valley in die Kleinstadt Saratoga in unmittelbarer Nähe zu San Francisco. Im Sommer 1964 folgte Spielbergs erster Schritt nach Hollywood. Als unbezahlter Assistent arbeitete er mit Unterstützung von Chuck Silvers in den Ferien in der Schnittabteilung der damals zu den weltweit größten TV- und Filmproduktionsstätten zählenden Universal Pictures. Am 18. Juni 1965 erlangte Spielberg an der hervorragend beleumundeten Saratoga High School seinen High-School-Abschluss und verbrachte die darauffolgenden Monate erneut in der Schnittabteilung bei Universal. Kurz darauf trennten sich seine Eltern endgültig. Während seine drei Schwestern mit der Mutter und ihrem neuen Mann Bernard Adler zurück nach Phoenix zogen, ging Spielberg mit seinem Vater, mit dem er mittlerweile ein gutes Verhältnis hatte, nach Brentwood / Los Angeles. Nachdem er sich aufgrund seiner mittelmäßigen Abschlussnoten erfolglos an den Universitäten USC und UCLA für ein Filmstudium beworben hatte, schrieb er sich im September 1965 für ein Studium an der California State University, Long Beach in der Nähe der Universal Studios ein, nicht zuletzt, um nicht in den Vietnam-Krieg eingezogen werden zu können. Doch die Ablehnung an den Filmuniversitäten trotz Intervention von Universals Chuck Silvers nagte an Spielberg. Schließlich studierten hoffnungsvolle Regisseure wie George Lucas, Robert Zemeckis, Bob Gale und John Milius an der USC und spätere Meisterregisseure wie Francis Ford Coppola zur selben Zeit an der UCLA. Spielberg besuchte die Vorlesungen nur sehr selten und war nicht an seinem Studium interessiert. Stattdessen verbrachte er drei Tage die Woche in den Universal Studios, um anderen Regisseuren bei der Arbeit zuzuschauen und Kontakte zu knüpfen. Einige Wochen assistierte er dem Independent-Filmemacher John Cassavetes bei den Dreharbeiten seines Filmes Faces.
Am 20. April 1966 ließen sich seine Eltern scheiden. Seine Bemühungen, als Regisseur ernst genommen zu werden, stagnierten. Als er einigen Verantwortlichen bei Universal vorschlug, sich seine bisherigen 8mm-Filme anzuschauen, lehnten diese mit der Begründung ab, dass die Arbeitsproben zumindest auf 16mm-Film und besser noch auf 35mm-Film gedreht sein müssten. 1966 gründete Spielberg mit seinem Vater eine Filmproduktionsfirma mit dem Namen Playmount Productions – in englischsprachiger Anlehnung an den Familiennamen. Im Frühjahr 1967 stand die erste Produktion an. Der zuvor exmatrikulierte Jura-Student Ralph Morris hatte sich 3.000 US-Dollar (2025: ca. 30.000 US-Dollar) von seinen Eltern geliehen und wollte nun als Produzent mit Spielberg als Regisseur seinen ersten professionellen Film auf 35 mm in Farbe drehen. Der Film hieß Slipstream und handelte von zwei verfeindeten Radrennfahrern, die sich mit ihren High-End-Hochgeschwindigkeitsrädern Downhill über die Serpentinen auf den Highways rund um Los Angeles ein Rennen liefern. Als einer der beiden im engen Windschatten eines LKW fährt, stößt sein Rivale ihn gegen das Heck des LKW, schlägt ihn dann zusammen und wirft ihn schließlich von der Straße. Als Kameramann konnte Spielberg Allen Daviau gewinnen, mit dem er später E.T. drehen sollte. Der Film blieb letztlich unvollendet, da das Budget für Equipment und Personal vor der Fertigstellung ausgeschöpft war und sich keine weiteren Geldgeber mehr fanden. Spielberg bezeichnet Slipstream als seine unvollendete Symphonie. Spielberg fehlte damit weiterhin ein Projekt, das er bei Universal als 35mm-Referenzprojekt präsentieren konnte.

## Filmkarriere

### 1968 bis 1974
Ab dem 6. Juli 1968 drehte Spielberg mit einem Gesamtbudget von 20.000 US-Dollar (inflationsbereinigt 2025: ca. 180.000 US-Dollar) an zehn Drehtagen den von ihm geschriebenen 35-mm-Technicolor-Kurzfilm Amblin’, erneut mit Allen Daviau an der Kamera. Die 26-minütige dialogfreie Liebesgeschichte eines trampenden Hippiemädchens und eines Trampers, der sich lediglich als Hippie ausgibt, konnte nach seiner Premiere am 18. Dezember 1968 im Loews Crest Theater in Westwood mehrere Filmpreise gewinnen und wurde für Spielberg die Eintrittskarte nach Hollywood. Zunächst nahm ihn der etablierte und gut vernetzte Künstleragent Mike Medavoy unter Vertrag. Durch Spielbergs Universal-Mentor Chuck Silvers gelangte eine Kopie des Filmes an den überaus einflussreichen, erst 33-jährigen Universal-Television-Vize-Präsidenten Sidney Sheinberg. Sheinberg war voller Begeisterung für Spielbergs Werk und stattete das gerade erst 22-jährige Regietalent im Dezember 1968 mit einem Siebenjahresvertrag als TV-Regisseur und einem monatlich garantierten Gehalt in Höhe von 1200 US-Dollar (2025: ca. 10.000 US-Dollar) aus. Nie zuvor hatte ein Major-Studio einen jüngeren Regisseur engagiert. Fortan inszenierte Spielberg für Universal-Produktionen vertragsgemäß einzelne Episoden verschiedener Fernsehserien, mitunter in Spielfilmlänge.
Seine erste Produktion wurde die im Februar 1969 gedrehte Episode Eyes aus der dreiteiligen Pilotfolge für die neue NBC-Serie Night Gallery des renommierten Twilight Zone-Erfinders und -Produzenten Rod Serling mit der berüchtigten Hollywood-Diva Joan Crawford in der Hauptrolle. Sheinberg warf – in Absprache mit dem ebenfalls von Spielberg überzeugten Produzenten William Sackheim – den Regieneuling Spielberg somit direkt ins kalte Wasser. Als man Crawford darüber informierte, dass der erst 22-jährige Spielberg Regie führen würde, war sie „zuerst sprachlos und dann entsetzt“ bei dem Gedanken an einen jungen und unerfahrenen Neuankömmling, der sie als Regisseur leiten würde. Spielberg versuchte seine zumeist arrivierten Universal-Kollegen mit ausgefallenen Kameraeinstellungen und außergewöhnlicher Choreographie zu beeindrucken. Aber die Führungskräfte des Studios befahlen ihm stattdessen schnell und effektiv zu drehen. Spielbergs innovative Arbeitsweise wurde bei den anderen Filmschaffenden, die noch in den seit Jahrzehnten bewährten Arbeitsabläufen verharrten, nicht gut aufgenommen. Die Hauptdarstellerin Joan Crawford, die sich Spielberg gegenüber am Set unerwartet sehr zugewandt zeigte, sagte jedoch:

„Mir und wahrscheinlich allen anderen war sofort klar, dass hier ein junges Genie am Werk ist. Ich dachte zunächst, vielleicht wäre mehr Erfahrung wichtig. Aber dann musste ich an all die erfahrenen Regisseure denken, die eben nicht Stevens intuitive Einfälle hatten und die immer wieder nur die gleiche alte Routine wiederholten. Das nannte man wohlwollend ‚Erfahrung‘. Da wusste ich, dass Steven Spielberg eine glänzende Zukunft vor sich haben würde. Hollywood erkennt Talente nicht immer, aber Stevens Talent konnte einfach nicht übersehen werden. All dies teilte ich Steven in einem Brief mit, den ich ihm im Anschluss an die Dreharbeiten schrieb. Dasselbe habe ich auch Rod Serling geschrieben. Ich war einfach nur dankbar, dass er Steven als Regisseur genehmigt hatte und sagte ihm, dass er mit seiner Wahl im Nachhinein vollkommen Recht gehabt habe.“

1969 gründet Spielberg seine eigene Filmproduktionsfirma

Bei den Universal-Mitarbeitern war mittlerweile bekannt, dass Sheinberg sich stark um den mitunter skeptisch beäugten Spielberg und seine Entwicklung als Regisseur kümmerte. Des Weiteren galt Spielberg vor allem bei den zahlreichen älteren Mitarbeitern als Jüngling, der zwar alles über Filmoptiken wusste und Dolly-Fahrten liebte, aber von Schauspiel und Schauspielerführung wenig Ahnung hatte. Dementsprechend kursierte für Spielberg auf dem Studiogelände der Spitzname „Sheinbergs Folly“ (dt.: „Sheinbergs Wahnsinn“). Doch Spielberg hatte auch etliche Fürsprecher aus den progressiven Reihen der Universal-Welt und viele schätzten Spielbergs Enthusiasmus, Kreativität und seine entspannte, unaufgeregte, aber bestimmte Art sowie vor allem seine technischen Fachkenntnisse im Bereich Bildgestaltung.
Nach der von Spielberg aufgrund der Einschränkungen seiner Kreativität eher als negativ wahrgenommenen Erfahrung bei den Dreharbeiten zu Night Gallery legte Spielberg eine kurze Pause vom Studio ein und gründete seine eigene Filmproduktionsfirma Amblin Production Company, die er nach seinem Kurzfilm Amblin benannte. 1970 drehte Spielberg lediglich die Episode The Daredevil Gesture der überaus populären ABC-Serie Dr. med. Marcus Welby, dem seinerzeit größten Einschaltquotenhit im US-Fernsehen. 1971 brachte dann die erhoffte Wende für den weiterhin mit den kreativen Beschränkungen des Fernsehproduktionsbetrieb hadernden Spielberg. Nachdem er 1971 fünf weitere Episoden für verschiedene Serien inszenierte, drehte Spielberg die Premierenfolge Tödliche Trennung aus der für die NBC-Mystery-Movie-Reihe produzierten Kriminalfilmserie Columbo. Für die 72-minütigen Episode erntete Spielberg von allen Seiten viel Lob.
Im Anschluss an den allseits äußerst positiv bewerteten Columbo-Dreh erhielt Spielberg von Universal die Chance, seinen ersten Spielfilm zu realisieren. Im Herbst 1971 drehte Spielberg für das samstagabendliche Hauptprogramm des US-TV-Senders ABC den Movie of the Weekend-Fernsehfilm Duell. Der von Spielberg minimalistisch inszenierte und virtuos in Szene gesetzte Thriller wurde ein riesiger Publikums- und Kritikererfolg und sollte über die Jahre zum Filmklassiker mit Kultcharakter avancieren. Universal war von dem Fernsehfilm derart überzeugt, dass man ihn in einer mit Zusatzszenen verlängerten Fassung ab Oktober 1972 weltweit im Kino vermarktete. Spielbergs Werk spielte an den Kinokassen stattliche acht Millionen Dollar (2025: ca. 50.880.000 US-Dollar) ein und machte erstmals die internationale Filmszene auf den Nachwuchsregisseur aufmerksam. Obwohl Spielberg einen Festvertrag bei Universal besaß, wurde für Duell gemäß den Vorgaben der Directors Guild of America ein gesonderter Kontrakt aufgesetzt. Spielberg erhielt zunächst eine separate Gage in Höhe von 5000 US-Dollar (2025: ca. 40.000 US-Dollar). Des Weiteren wurden zusätzliche Vergütungen für TV-Wiederholungen und einer eventuellen Kinoauswertung vereinbart.
Nach dem einschlagenden Erfolg von Duell änderte sich alles für Spielberg. Er erhielt nun zahlreiche Angebote, Kinofilme zu drehen. Nach insgesamt elf TV-Produktionen wurde 1973 Spielbergs Festvertrag bei Universal einvernehmlich aufgelöst. Trotzdem blieben Universal und Spielberg bis heute persönlich und geschäftlich engstens miteinander verbunden. 1974 begeisterte Spielberg im Alter von 27 Jahren mit seinem ersten von Anfang an als Kinofilm produzierten Werk The Sugarland Express die internationalen Kritiker, die ihn trotz des kommerziell eher enttäuschenden Ergebnisses als Wunderkind betrachteten. Es folgten zwischen Mai und Oktober 1974 die nervenaufreibenden Dreharbeiten für seinen zweiten Kinofilm: die Verfilmung von Peter Benchleys Bestsellerroman Der weiße Hai.

### 1975 bis 1992
Am 20. Juni 1975 lief Der weiße Hai in den amerikanischen Kinos an und entwickelte sich in wenigen Monaten zum bis dato gewinnträchtigsten Film mit einem weltweiten Einspielergebnis von 260 Millionen US-Dollar (2025: 1,5 Mrd. US-Dollar). Nie zuvor hatte ein Film einen derartig großen Publikumszuspruch und damit kommerziellen Erfolg erfahren. Der weiße Hai gilt seither als erster Blockbuster der Filmgeschichte.
Für Spielberg folgten nach dem Weißen Hai dutzende weltweit erfolgreiche Kinohits, wie zunächst 1977 Unheimliche Begegnung der dritten Art.
1979 folgte jedoch ein erster erheblicher Rückschlag für Spielberg mit der Komödie 1941 – Wo bitte geht’s nach Hollywood, die von der Kritik durchweg negativ rezensiert wurde. Spielberg hatte plötzlich Probleme, Produzenten für weitere Projekte zu finden. Erst 1981 gab ihm sein Freund George Lucas eine weitere Chance und so führten die beiden im Duett Regie bei der ersten Indiana-Jones-Verfilmung  Jäger des verlorenen Schatzes. Lucas und Spielberg hatten zuvor die Figur des Indiana Jones entwickelt und durch ihre gemeinsame Faszination das Genre des Abenteuerfilms neu belebt. Durch den Welterfolg war Spielberg zurück im Geschäft. 1982 folgte mit E. T. – Der Außerirdische ein weiterer weltweiter Kinohit und blieb elf Jahre lang der umsatzstärkste Film der Kinogeschichte. Sein Horrorfilm Poltergeist aus dem Jahr 1982 und die Mystery-Fernsehreihe Twilight Zone aus dem Jahr 1983 verfestigten sein Image als Disney-Erbe. 1980 wurde seine bisherige Unternehmung Amblin Production Company zunächst in Amblin Productions umbenannt, um dann 1984 ein weiteres Mal zu dem bis heute bestehenden Namen Amblin Entertainment mit den weiteren Teilhabern Kathleen Kennedy und Filmproduzent Frank Marshall umfirmiert zu werden. Der Firmensitz liegt bis heute auf dem Gelände der Universal Studios.
Nachdem er im Jahr 1984  Indiana Jones und der Tempel des Todes als Regisseur erneut zu einem Multimillionen-Dollar-Welterfolg gemacht hatte, führte er in seiner Eigenschaft als Produzent den Schauspieler Michael J. Fox und den Film Zurück in die Zukunft  und seine beiden Fortsetzungen ebenfalls zu weltweiten Kassenschlagern. 1987 schlossen Universal-Präsident Sid Sheinberg und Steven Spielberg einen Vertrag, der Spielberg für den Rest seines Lebens an Universal bindet. Dafür erhält Steven Spielberg von den Universal Pictures alljährlich 2 % aller Erlöse aus den verkauften Eintrittskarten der Universal Themen Parks in Florida und Japan. Dadurch generiert Spielberg seither jährliche Einnahmen von mehr als 30 Millionen US-Dollar.

### 1993 bis 2006
1993 sollte für Spielberg das bisher erfolgreichste Jahr seiner Karriere werden: In diesem Jahr wurden sowohl sein Blockbuster Jurassic Park als auch der für ihn sehr persönliche Schindlers Liste veröffentlicht. Während Jurassic Park erneut zahlreiche Box-Office Rekorde brach und mit 920 Mio. eingespielten Dollar über fünf Jahre lang als erfolgreichster Film der Welt galt, war Schindlers Liste auch der ersehnte Kritikererfolg. In Schindlers Liste setzt sich Spielberg erstmals offen mit seiner jüdischen Identität und dem Antisemitismus in ganz Europa auseinander und konnte diesen mit einfach gehaltenen Dreharbeiten, keinerlei Kranfahrten und lediglich der Benutzung von Handkameras erfolgreich inszenieren. Seine Eltern, Arnold Spielberg und Leah Posner, sind Nachfahren jüdischer Flüchtlinge, die aus Furcht vor russischen Pogromen nach Amerika auswanderten. Diese Geschichte verarbeitete er zudem verschlüsselt in dem von ihm produzierten Zeichentrickfilm Feivel, der Mauswanderer. 1994 wurde Schindlers Liste mit sieben Oscars ausgezeichnet, unter anderem in den Kategorien Regie und Bester Film, die beide an Spielberg gingen. Sein Image als großer kleiner Junge und Märchenonkel, das ihm seit E.T. anhing, konnte er damit endgültig abstreifen. Die meiste Zeit seiner bisherigen Filmkarriere verbrachte Spielberg mit handwerklich begabten und technisch brillanten Unterhaltungsfilmen.
1994 gründete er mit seinen Freunden Jeffrey Katzenberg und David Geffen das unabhängige Filmstudio DreamWorks SKG, das allerdings 2005 wegen finanzieller Probleme an Paramount Pictures verkauft wurde. 1997 folgte mit Vergessene Welt: Jurassic Park der zweite Teil aus der Jurassic-Park-Reihe. Der 1998 veröffentlichte Spielfilm Der Soldat James Ryan brachte Spielberg seinen zweiten und bisher letzten Regie-Oscar ein. Mit den 2001 in den Kinos angelaufenen A.I. – Künstliche Intelligenz und Minority Report folgten zwei Filme mit unterschiedlichen Zukunftsvisionen. Es folgte 2002 mit Catch Me If You Can und Terminal wieder etwas leichtere Unterhaltung. Krieg der Welten und München erschienen 2005 in den Kinos.

### 2007 bis heute
Anfang 2007 begann Spielberg seine Arbeit an Die Abenteuer von Tim und Struppi, einer 3D-Adaption (als Trilogie geplant). Spielberg arbeitete dabei erstmals mit Peter Jackson zusammen. Der erste Teil wurde von Spielberg inszeniert und von Jackson produziert, beim zweiten soll Jackson Regie führen.

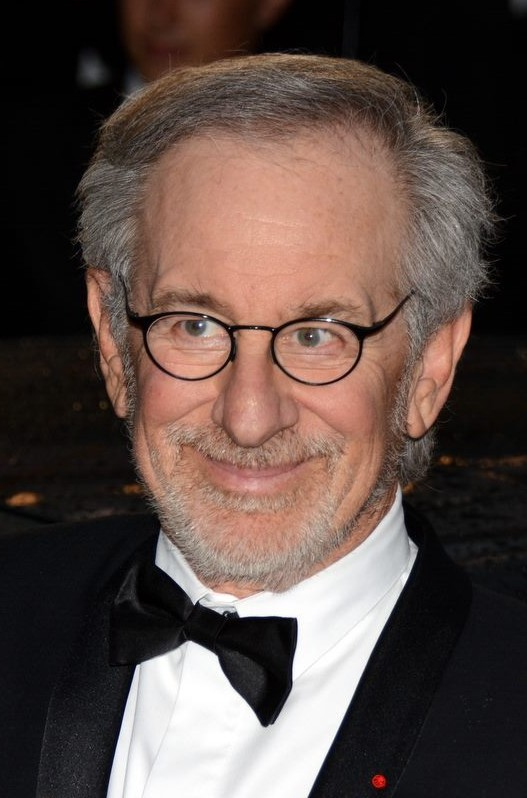
Steven Spielberg (2013)

2013 leitete er die Wettbewerbsjury der 66. Internationalen Filmfestspiele von Cannes. Am 16. Dezember 2015 wurde von ihm zusammen mit Jeff Skoll von Participant Media, Anil Ambani von der Reliance Anil Dhirubhai Ambani Group und Darren Throop von Entertainment One das Unternehmen Amblin Partners gegründet.
Spielberg kündigte 2016 an, das Leben von Lynsey Addario mit Jennifer Lawrence in der Hauptrolle verfilmen zu wollen. Das Projekt wurde aber bislang nicht fertiggestellt. Stattdessen bemühte sich Spielberg um die Neuverfilmung des Musical West Side Story mit Ansel Elgort, Rachel Zegler und Ariana DeBose in den Hauptrollen. Aufgrund der COVID-19-Pandemie wurde das Werk erst im Jahr 2021 in den Kinos veröffentlicht und bei den Golden Globe Awards 2022 als bestes Filmmusical ausgezeichnet.
Im Jahr 2022 folgte die Veröffentlichung des autobiografisch geprägten Filmdramas Die Fabelmans. In diesem wird der jugendliche Hollywood-Regisseur von Gabriel LaBelle verkörpert, während Spielbergs Eltern von Michelle Williams und Paul Dano dargestellt werden.
Im Februar 2023 erklärte Spielberg bis ins hohe Alter noch viele Filme drehen und damit Manoel de Oliveira übertreffen zu wollen.

### Einflüsse
Spielbergs Entwicklung ist vor allem von Filmemachern wie Stanley Kubrick, Walt Disney, Alfred Hitchcock, John Ford, Frank Capra, David Lean, Orson Welles und Akira Kurosawa beeinflusst; zu vielen von ihnen hatte er persönlichen Kontakt. Aber auch seine Begeisterung für Zeichentrickfilme, Comics, Bilder von Norman Rockwell und besonders das Fernsehen haben in seinen Arbeiten sichtbare Spuren hinterlassen. Vor jedem neuen Filmdreh schaut sich Spielberg nach eigenen Angaben immer die Filme Die sieben Samurai, Lawrence von Arabien, Ist das Leben nicht schön? und Der schwarze Falke an.
Als Fan der Fernsehserie Twilight Zone produzierte er einen Kinofilm zur Serie. Als bekennender Trekkie teilt Spielberg die völkerverbindende Sicht der Fernsehserie Raumschiff Enterprise und spielte in seinen Filmen darauf an, zuletzt mit dem Vulkanier-Gruß zwischen einer Afroamerikanerin und einem Latino in Terminal oder von Marty McFly (gespielt von Michael J. Fox) in Zurück in die Zukunft.

### Filmstil
Spielberg entwickelte seinen eigenen Stil. Als zentrales Motiv für einen Großteil seiner Filme sollte der Protagonist seiner Filme der ganz normale amerikanische Bürger werden, der durch außergewöhnliche Umstände vor außergewöhnlichen Herausforderungen gestellt wird und heldenhaft über sich hinauswächst. Hierdurch bot sich dem Massenpublikum eine gemeinsame Identifikationsfigur.
Zu den typisch stilistischen Markenzeichen von Spielberg-Filmen gehört hauptsächlich die Befriedigung der Interessen und Wünsche des Massenpublikums sowie präzise Beobachtung von Alltagssituationen, Konfrontation amerikanischer Durchschnittstypen mit höchst außergewöhnlichen Ereignissen, eine einerseits kindlich naive, andererseits ernsthaft humanistische Botschaft der Versöhnung, eindrucksvolle Licht- und Spezialeffekte wie Feuerwerke, die in Filmen wie Unheimliche Begegnung der dritten Art und 1941 – Wo bitte geht’s nach Hollywood zu sehen sind. Viele ungewohnte Perspektiven, ein zumeist durchchoreographiertes Verhältnis zwischen Kameraführung und Schauspielern sowie eine Inszenierung, die intensiv an die Gefühle der Zuschauer appelliert (Suspense, Lachen, Gruseln, auch Ekel und Weinen), sind weitere spezifische Merkmale Spielbergs.
Die meisten seiner Filme sind durch seine technische Vorliebe, sehr gute Beherrschung des filmischen Handwerks und viel Bewegung (Stunts) geprägt. Dadurch fällt es ihm mit seiner Imagination leicht, das Publikum zu manipulieren und die Zuschauer in die Actionszenen hineinzuziehen. Das Verknüpfen von Angst und Staunen, wie bei E.T. durch Auftreten des Mutterschiffes und bei Jurassic Park durch Auftreten der Dinosaurier, soll den Zuschauer ständig in Spannung halten. Bei Spielberg sind in vielen Filmen, besonders den Kriegsfilmen, melodramatische Effekte zu entdecken, die oft durch starkes Gegenlicht, Rauch und Nachtszenen zum Vorschein kommen. Auffallend ist auch, dass in seinen Filmen Kinder selten sterben und häufig im Zentrum der Handlung stehen – und zwar in Genres, in denen dies zuvor untypisch war: Kriegsfilm (Das Reich der Sonne), Science-Fiction (E.T., Jurassic Park) und Utopie (A.I. – Künstliche Intelligenz).

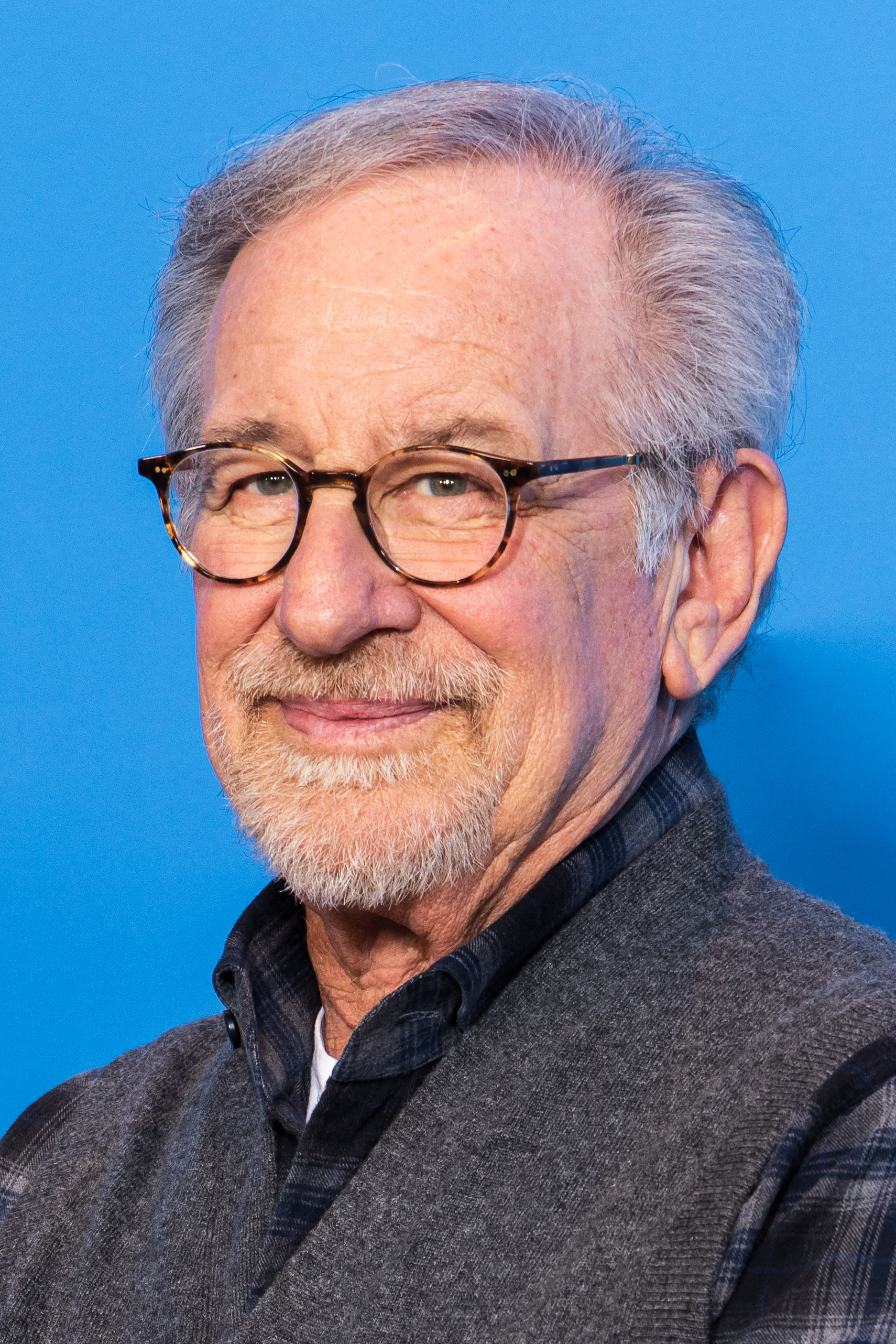
Steven Spielberg im Februar 2023 bei der Berlinale

Ein weiteres Merkmal von Spielberg ist, dass er der Weiterentwicklung seiner Filmfiguren keinen großen Raum lässt und eher an technischen Film- und Hilfsmitteln interessiert ist. Bis heute bleibt Spielberg seinem Prinzip treu, im Wechsel sowohl anspruchsvolle als auch hauptsächlich unterhaltende Filme zu drehen: Im Juni 2005 kam die Neuverfilmung von Krieg der Welten in die Kinos; München (2005) ist ein Film über den umstrittenen Rachefeldzug des israelischen Geheimdienstes Mossad nach dem palästinensischen Angriff auf die Olympischen Sommerspiele 1972, bei dem elf israelische Sportler getötet wurden. Seit vielen Jahren arbeitet er mit der Produzentin Kathleen Kennedy, dem Filmkomponisten John Williams und dem Filmeditor Michael Kahn zusammen. Seit Schindlers Liste ist Janusz Kamiński sein fester Kameramann. Filmeditorin Sarah Broshar gehört seit Die Verlegerin (2017) zu seinem Stab.
Im Februar 2023 sagte Spielberg in seiner Dankesrede auf der 73. Berlinale anlässlich des Erhalts des Goldenen Ehrenbären, dass er dem deutschen Kino „viel verdanke“, und nannte die Filmpioniere und Regisseure Friedrich Wilhelm Murnau, Ernst Lubitsch, Rainer Werner Fassbinder, Werner Herzog, Margarethe von Trotta, Wim Wenders, Wolfgang Petersen, Volker Schlöndorff und Tom Tykwer. Er sei „inspiriert worden von ihnen allen, von ihren Filmen“.

## Filmografie
Kurzfilme
Buch und Regie
- 1959: The Last Gun
- 1961: Fighter Squad
- 1961: Escape to Nowhere
- 1967: Slipstream (unvollendet)
- 1968: Amblin’
- 1999: The Unfinished Journey (Dokumentar-Kurzfilm)

### Regie

#### Spielfilme
- 1964: Firelight (Nur noch als Fragment erhalten)
- 1972: Duell (erweiterte Kinofassung), (Duel, ursprünglich 1971 als Fernsehfilm veröffentlicht)
- 1974: Sugarland Express (The Sugarland Express)
- 1975: Der weiße Hai (Jaws)
- 1977: Unheimliche Begegnung der dritten Art (Close Encounters of the Third Kind)
- 1979: 1941 – Wo bitte geht’s nach Hollywood (1941)
- 1981: Jäger des verlorenen Schatzes (Raiders of the Lost Ark)
- 1982: E.T. – Der Außerirdische (E.T. the Extra-Terrestrial)
- 1983: Unheimliche Schattenlichter (Twilight Zone – The Movie, Segment 2: Kick the Can)
- 1984: Indiana Jones und der Tempel des Todes (Indiana Jones and the Temple of Doom)
- 1985: Die Farbe Lila (The Color Purple)
- 1987: Das Reich der Sonne (Empire of the Sun)
- 1989: Indiana Jones und der letzte Kreuzzug (Indiana Jones and the Last Crusade)
- 1989: Always – Der Feuerengel von Montana (Always)
- 1991: Hook
- 1993: Jurassic Park
- 1993: Schindlers Liste (Schindler’s List)
- 1997: Vergessene Welt: Jurassic Park (The Lost World: Jurassic Park)
- 1997: Amistad
- 1998: Der Soldat James Ryan (Saving Private Ryan)
- 2001: A.I. – Künstliche Intelligenz (Artificial Intelligence: AI)
- 2002: Minority Report
- 2002: Catch Me If You Can
- 2004: Terminal (The Terminal)
- 2005: Krieg der Welten (War of the Worlds)
- 2005: München (Munich)
- 2008: Indiana Jones und das Königreich des Kristallschädels (Indiana Jones and the Kingdom of the Crystal Skull)
- 2011: Die Abenteuer von Tim und Struppi – Das Geheimnis der Einhorn (The Adventures of Tintin)
- 2011: Gefährten (War Horse)
- 2012: Lincoln
- 2015: Bridge of Spies – Der Unterhändler (Bridge of Spies)
- 2016: BFG – Big Friendly Giant (The BFG)
- 2017: Die Verlegerin (The Post)
- 2018: Ready Player One
- 2021: West Side Story
- 2022: Die Fabelmans (The Fabelmans)

#### Fernsehserien
- 1969, 1971: Night Gallery (Fernsehserie, 2 Episoden)
- 1970: Dr. med. Marcus Welby (Marcus Welby, M.D. Fernsehserie, Episode Ein kalkuliertes Risiko Staffel 1, Folge 24)
- 1971: The Name of the Game (Fernsehserie, eine Episode: LA 2017)
- 1971: The Psychiatrist (Fernsehserie, 2 Episoden)
- 1971: Owen Marshall – Strafverteidiger (Owen Marshall: Counselor at Law, Fernsehserie, eine Episode)
- 1971: Columbo – Tödliche Trennung (Columbo: Murder by the Book, Fernsehfilm)
- 1971: Duell (Fernsehfassung), (Duel, Fernsehfilm, später überarbeitet und erweitert als Kinofilm)
- 1972: Haus des Bösen (Something Evil, Fernsehfilm)
- 1973: Savage (Fernsehfilm)
- 1985: Unglaubliche Geschichten (Amazing Stories, Fernsehserie, Episoden Die Notlandung & Der Geisterzug)

### Drehbuch
- 1964: Firelight
- 1973: Ace Eli and Rodger of the Skies (Story)
- 1974: Sugarland Express (Story; The Sugarland Express)
- 1977: Unheimliche Begegnung der dritten Art (Close Encounters Of The Third Kind)
- 1982: Poltergeist
- 1985: Die Goonies (Story; The Goonies)
- 2001: A.I. – Künstliche Intelligenz (Artificial Intelligence: AI)
- 2022: Die Fabelmans (The Fabelmans)

### Filmproduktionen
- 1982: E.T. – Der Außerirdische (E.T. the Extra-Terrestrial)
- 1982: Poltergeist
- 1983: Unheimliche Schattenlichter (Twilight Zone: The Movie)
- 1985: Die Farbe Lila (The Color Purple)
- 1987: Das Reich der Sonne (Empire Of The Sun)
- 1989: Always – Der Feuerengel von Montana (Always)
- 1991: Feivel, der Mauswanderer im Wilden Westen (An American Tail: Fievel Goes West)
- 1993: Schindlers Liste (Schindler’s List)
- 1997: Amistad
- 1998: Der Soldat James Ryan (Saving Private Ryan)
- 2001: A.I. – Künstliche Intelligenz (Artificial Intelligence: AI)
- 2002: Catch Me If You Can
- 2004: Terminal (The Terminal)
- 2005: Die Geisha (Memoirs of a Geisha)
- 2005: München (Munich)
- 2006: Flags of Our Fathers
- 2006: Letters from Iwo Jima
- 2011: Super 8
- 2011: Die Abenteuer von Tim und Struppi – Das Geheimnis der Einhorn (The Adventures of Tintin)
- 2011: Gefährten (War Horse)
- 2012: Lincoln
- 2014: Madame Mallory und der Duft von Curry (The Hundred-Foot Journey)
- 2015: Bridge of Spies – Der Unterhändler (Bridge of Spies)
- 2016: BFG – Big Friendly Giant (The BFG)
- 2017: Die Verlegerin (The Post)
- 2017: Five Came Back
- 2018: Ready Player One
- 2021: West Side Story
- 2022: Die Fabelmans (The Fabelmans)
- 2023: Maestro
- 2023: Die Farbe Lila (The Color Purple)
- 2025: The Thursday Murder Club

### Executive Producer

#### Spielfilme
- 1978: I Wanna Hold Your Hand
- 1980: Mit einem Bein im Kittchen (Used Cars)
- 1981: Zwei wie Katz und Maus (Continental Divide)
- 1984: Gremlins – Kleine Monster (Gremlins)
- 1985: Die Goonies (The Goonies)
- 1985: Das Geheimnis des verborgenen Tempels (Young Sherlock Holmes)
- 1985: Zurück in die Zukunft (Back to the Future)
- 1986: Geschenkt ist noch zu teuer (The Money Pit)
- 1986: Feivel, der Mauswanderer (An American Tail)
- 1987: Die Reise ins Ich (Innerspace)
- 1987: Das Wunder in der 8. Straße (Batteries Not Included)
- 1987: Bigfoot und die Hendersons (Harry and the Hendersons)
- 1987: Faustrecht – Terror in der Highschool (Three O’Clock High)
- 1988: Falsches Spiel mit Roger Rabbit (Who Framed Roger Rabbit)
- 1988: In einem Land vor unserer Zeit (The Land Before Time)
- 1989: Dad
- 1989: Zurück in die Zukunft II (Back to the Future II)
- 1990: Joe gegen den Vulkan (Joe Versus the Volcano)
- 1990: Zurück in die Zukunft III (Back to the Future III)
- 1990: Gremlins 2 – Die Rückkehr der kleinen Monster (Gremlins II: The New Batch)
- 1991: Tiny Toons Abenteuer: Total verrückte Ferien (Tiny Toons Adventures)
- 1991: Arachnophobia
- 1994: Flintstones – Die Familie Feuerstein (The Flintstones)
- 1995: Casper
- 1996: Twister
- 1997: Men in Black
- 1998: Die Maske des Zorro (The Mask of Zorro)
- 1998: Deep Impact
- 2001: Jurassic Park III
- 2002: Men in Black II
- 2005: Die Legende des Zorro (The Legend Of Zorro)
- 2006: Monster House
- 2007: Transformers
- 2008: Eagle Eye – Außer Kontrolle (Eagle Eye)
- 2009: Transformers – Die Rache (Transformers – Revenge Of The Fallen)
- 2009: In meinem Himmel (The Lovely Bones)
- 2010: True Grit
- 2010: Hereafter – Das Leben danach (Hereafter)
- 2011: Transformers 3 (Transformers: Dark of the Moon)
- 2011: Cowboys and Aliens
- 2011: Real Steel
- 2012: Men in Black 3
- 2014: Transformers: Ära des Untergangs (Transformers: Age of Extinction)
- 2015: Jurassic World
- 2017: Transformers: The Last Knight
- 2018: Jurassic World: Das gefallene Königreich (Jurassic World: Fallen Kingdom)
- 2018: Aufbruch zum Mond (First Man)
- 2018: Bumblebee
- 2019: Men in Black: International
- 2022: Jurassic World: Ein neues Zeitalter (Jurassic World Dominion)
- 2023: Transformers: Aufstieg der Bestien
- 2023: Indiana Jones und das Rad des Schicksals (Indiana Jones and the Dial of Destiny)
- 2024: Twisters
- 2024: Transformers One (Animationsfilm)
- 2025: Jurassic World: Die Wiedergeburt (Jurassic World Rebirth)

#### Fernsehserien
- 1985–1987: Unglaubliche Geschichten (Amazing Stories; Fernsehserie, 45 Folgen)
- 1990–1992: Tiny Toon Abenteuer (Tiny Toon Abenteuers; Zeichentrickserie)
- 1993–1995: seaQuest DSV (Fernsehserie, 59 Folgen)
- 1993–1998: Animaniacs (Zeichentrickserie, 99 Folgen)
- 2001: Band of Brothers – Wir waren wie Brüder (Band of Brothers, zehnteilige Miniserie)
- 2002: Taken (zehnteilige Miniserie)
- 2005: Into the West – In den Westen (Into the West, sechsteilige Miniserie)
- 2009–2011: Taras Welten (United States of Tara, Fernsehserie, 36 Folgen)
- 2010: The Pacific (Miniserie, 10 Folgen)
- 2011–2015: Falling Skies (Fernsehserie, 52 Folgen)
- 2011: Terra Nova (Fernsehserie, 13 Folgen)
- 2012–2013: Smash (Fernsehserie, 32 Folgen)
- 2012: The River (Fernsehserie, 8 Folgen)
- 2013–2015: Under the Dome (Fernsehserie, 39 Folgen)
- 2014: Extant (Fernsehserie, 26 Folgen)
- 2014–2015: Red Band Society (Fernsehserie, 13 Folgen)
- 2015: The Whispers (Fernsehserie, 13 Folgen)
- 2015: Public Morals (Fernsehserie, 10 Folgen)
- 2015: Minority Report (Fernsehserie, 10 Folgen)
- 2016–2019: Bull (Fernsehserie; Staffel 1–3, 67 Folgen)
- 2017: Five Came Back (Dokumentarserie, 3 Folgen)
- 2019: Warum wir hassen (Why We Hate, Dokureihe)
- 2020: Unglaubliche Geschichten (Amazing Stories; Fernsehserie, 5 Folgen)
- 2022–2024: Halo (Fernsehserie)
- seit 2023: Gremlins – Secrets of the Mogwai (Animationsserie)
- seit 2023: Tiny Toons Looniversity (Zeichentrickserie)
- 2024: Masters of the Air (Miniserie, 9 Folgen)
- seit 2024: Jurassic World: Die Chaostheorie (Jurassic World: Chaos Theory, Animationsserie)

### Schauspieler
- 1959: The Last Gun (Kurzfilm)
- 1972: Haus des Bösen (Something Evil, Fernsehfilm)
- 1980: Blues Brothers
- 1984: Indiana Jones und der Tempel des Todes (Indiana Jones And The Temple Of Doom)
- 1984: Gremlins – Kleine Monster (Gremlins)
- 1989: Liberian Girl (Musikvideo von Michael Jackson)
- 1997: Vergessene Welt: Jurassic Park (The Lost World: Jurassic Park)
- 2002: Austin Powers in Goldständer (Austin Powers in Goldmember)
- 2002: Vanilla Sky
- 2011: Paul – Ein Alien auf der Flucht (Paul)

## Auszeichnungen
Zivil

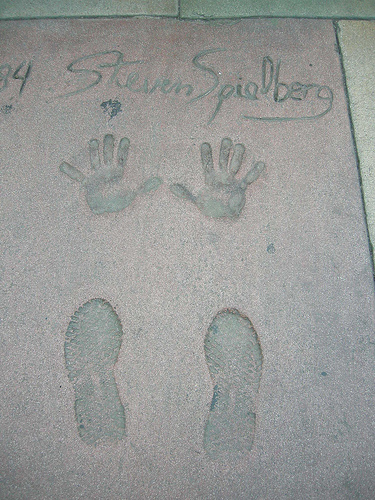
Spielbergs Hand- und Fußabdrücke vor dem Grauman’s Chinese Theatre

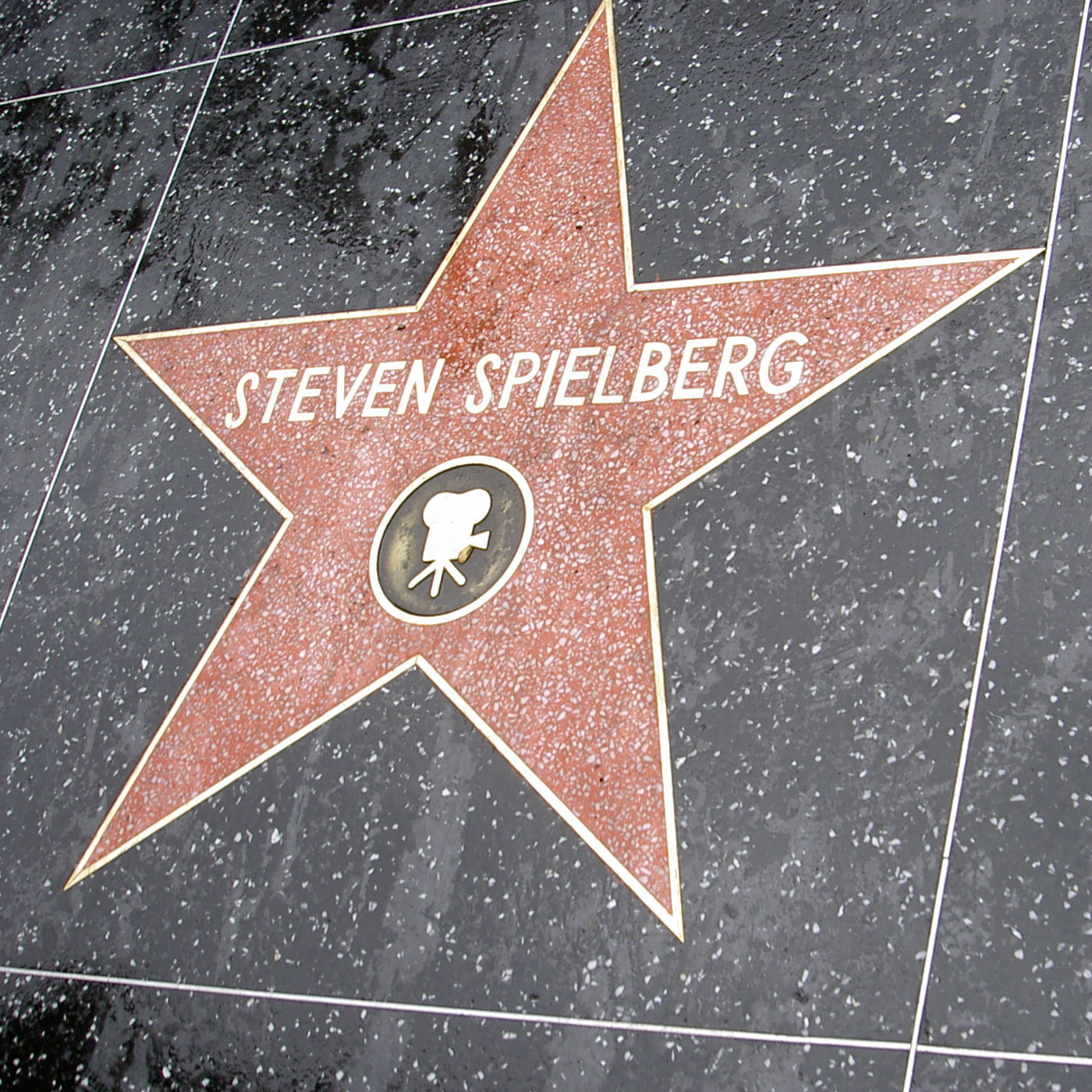
Stern für Spielberg auf dem Hollywood Walk of Fame

- 1998 wurde Spielberg mit dem Großen Bundesverdienstkreuz mit Stern der Bundesrepublik Deutschland für die von ihm gegründete Shoah Foundation und seinen Film Schindlers Liste ausgezeichnet.[49]

- 2001 wurde Spielberg ehrenhalber von Queen Elizabeth zum Knight Commander des Order of the British Empire ernannt. Da er kein Untertan der britischen Königin ist, wurde er allerdings nicht zum Ritter geschlagen und darf seinem Namen kein Sir voranstellen. Spielberg ist jedoch berechtigt die Abkürzung KBE hinter seinem Namen anzufügen.

- 2001 wurde Spielberg Namensgeber für den nach ihm benannten Asteroid (25930) Spielberg.

- 2015 wurde Spielberg von US-Präsident Barack Obama die Presidential Medal of Freedom verliehen.

- 2021 wurde Spielberg zu seinem 75. Geburtstag vom Internationale Auschwitz Komitee gewürdigt. Spielberg „sei zu einem der wichtigsten Botschafter und zu einer weltweit gehörten Stimme der Holocaust-Überlebenden geworden, der ihre Erinnerungen bewahre und in die Zukunft trage“.[50]

- 2021 wurde Spielberg der Genesis-Preis zuerkannt. Der auch als jüdischer Nobelpreis bezeichnete Preis wird an Juden vergeben, die durch Leistungen in den Bereichen Wissenschaft und Kunst internationale Anerkennung erreicht haben, dadurch andere Menschen inspirieren und sich für das jüdische Volk oder den Staat Israel engagieren. Ziel sei es, die Beiträge von Juden zur Weltgeschichte hervorzuheben und die jüngere jüdische Generation dazu zu bringen, sich stärker mit dem Staat Israel und dem Judentum zu identifizieren.[51][52]
- 2024 wurde Spielberg mit der National Medal of Arts (für 2023) ausgezeichnet.

Film
- 1985 wurde Spielberg für die Regie bei Die Farbe Lila mit dem Award for Outstanding Directing – Feature Film der Directors Guild of America geehrt. Denselben Preis erhielt Spielberg erneut 1993 für die Regie bei Schindlers Liste und 1998 für die Regie bei Der Soldat James Ryan.

- 1986 wurde Spielberg mit dem Irving G. Thalberg Memorial Award für sein langjähriges, konsequentes Bemühen um hohe künstlerische Qualität bei der Produktion von Filmen geehrt.

- 1995 wurde Spielberg mit dem Ehrenpreis des französischen Filmpreises César ausgezeichnet.

- 2003 wurde Spielberg mit einem Stern auf dem Hollywood Walk of Fame vor dem Dolby Theatre geehrt.

- 2005 wurde Spielberg mit dem AFI Life Achievement Award vom American Film Institute geehrt.

- 2005 wurde Spielberg in die Science Fiction Hall of Fame aufgenommen.[53]

- 2009 wurde Spielberg bei den Golden Globe Awards 2009 für sein Lebenswerk mit dem Cecil B. DeMille Award ausgezeichnet.

- 2023 wurde Spielberg auf der 73. Berlinale mit dem Goldenen Ehrenbären ausgezeichnet.[54]

| Jahr | Preis                                                               | Kategorie                                      | Film                                                  | Ergebnis  |
| ---- | ------------------------------------------------------------------- | ---------------------------------------------- | ----------------------------------------------------- | --------- |
| 1971 | Avoriaz Fantastic Film Festival                                     | Grand Prize                                    | Duell                                                 | Gewonnen  |
| 1974 | Filmfestival von Cannes                                             | Bestes Drehbuch                                | Sugarland Express                                     | Gewonnen  |
| 1978 | Saturn Awards                                                       | Bestes Drehbuch                                | Unheimliche Begegnung der dritten Art                 | Gewonnen  |
| 1978 | Saturn Awards                                                       | Beste Regie                                    | Unheimliche Begegnung der dritten Art                 | Gewonnen  |
| 1978 | Oscar                                                               | Beste Regie                                    | Unheimliche Begegnung der dritten Art                 | Nominiert |
| 1979 | British Fantasy Award                                               | Bester Film                                    | Unheimliche Begegnung der dritten Art                 | Gewonnen  |
| 1982 | Oscar                                                               | Beste Regie                                    | Jäger des verlorenen Schatzes                         | Nominiert |
| 1982 | Saturn Awards                                                       | Beste Regie                                    | Jäger des verlorenen Schatzes                         | Gewonnen  |
| 1982 | Boston Society of Film Critics Award                                | Beste Regie                                    | Jäger des verlorenen Schatzes                         | Gewonnen  |
| 1982 | American Movie Awards                                               | Beste Regie                                    | Jäger des verlorenen Schatzes                         | Gewonnen  |
| 1982 | Kinema Junpo Awards                                                 | Bester fremdsprachiger Film                    | Jäger des verlorenen Schatzes                         | Gewonnen  |
| 1982 | British Fantasy Award                                               | Bester Film                                    | Jäger des verlorenen Schatzes                         | Gewonnen  |
| 1982 | Los Angeles Film Critics Association Award                          | Bester Film                                    | E.T. – Der Außerirdische                              | Gewonnen  |
| 1982 | ShoWest Convention                                                  | Regisseur des Jahres                           | Einzelpreis                                           | Gewonnen  |
| 1983 | Jupiter                                                             | Bester Film                                    | E.T. – Der Außerirdische                              | Gewonnen  |
| 1983 | Kansas City Film Critics Circle Award                               | Beste Regie                                    | E.T. – Der Außerirdische                              | Gewonnen  |
| 1983 | David di Donatello                                                  | Beste Regie – ausländischer Film               | E.T. – Der Außerirdische                              | Gewonnen  |
| 1983 | Boston Society of Film Critics Award                                | Beste Regie                                    | E.T. – Der Außerirdische                              | Gewonnen  |
| 1983 | National Society of Film Critics Awards                             | Beste Regie                                    | E.T. – Der Außerirdische                              | Gewonnen  |
| 1983 | Fotogramas de Plata                                                 | Bester fremdsprachiger Film                    | E.T. – Der Außerirdische                              | Gewonnen  |
| 1983 | Blue Ribbon Awards                                                  | Bester fremdsprachiger Film                    | E.T. – Der Außerirdische                              | Gewonnen  |
| 1983 | Kinemy Junpo Awards                                                 | Bester fremdsprachiger Film                    | E.T. – Der Außerirdische                              | Gewonnen  |
| 1983 | Sant Jordi Award                                                    | Bester Kinderfilm                              | E.T. – Der Außerirdische                              | Gewonnen  |
| 1983 | Oscar                                                               | Beste Regie                                    | E.T. – Der Außerirdische                              | Nominiert |
| 1983 | Oscar                                                               | Bester Film                                    | E.T. – Der Außerirdische                              | Nominiert |
| 1983 | Hasty Pudding Theatricals                                           | Mann des Jahres                                | Einzelpreis                                           | Gewonnen  |
| 1984 | Giffoni Film Festival                                               | Nocciola d’Oro                                 | Einzelpreis                                           | Gewonnen  |
| 1986 | David di Donatello                                                  | Bester Produzent – ausländischer Film          | Zurück in die Zukunft                                 | Gewonnen  |
| 1986 | Directors Guild of America                                          | Herausragende Regieleistung in einem Spielfilm | Die Farbe Lila                                        | Gewonnen  |
| 1986 | Blue Ribbon Awards                                                  | Bester fremdsprachiger Film                    | Die Farbe Lila                                        | Gewonnen  |
| 1986 | Kansas City Film Critics Circle Awards                              | Beste Regie                                    | Die Farbe Lila                                        | Gewonnen  |
| 1986 | Oscar                                                               | Bester Film                                    | Die Farbe Lila                                        | Nominiert |
| 1987 | Irving G. Thalberg Memorial Award                                   | künstlerische Leistung                         |                                                       | Gewonnen  |
| 1987 | Christopher Awards                                                  | Bester Film                                    | Das Reich der Sonne                                   | Gewonnen  |
| 1987 | National Board of Review                                            | Bester Film                                    | Das Reich der Sonne                                   | Gewonnen  |
| 1987 | National Board of Review                                            | Beste Regie                                    | Das Reich der Sonne                                   | Gewonnen  |
| 1987 | Kansas City Film Critics Circle Awards                              | Beste Regie                                    | Das Reich der Sonne                                   | Gewonnen  |
| 1987 | Boston Society of Film Critics Awards                               | Beste Regie                                    | Das Reich der Sonne                                   | Gewonnen  |
| 1990 | British Fantasy Award                                               | Bester Film                                    | Indiana Jones und der letzte Kreuzzug                 | Gewonnen  |
| 1993 | Boston Society of Film Critics Awards                               | Beste Regie                                    | Schindlers Liste                                      | Gewonnen  |
| 1994 | People’s Choice Awards                                              | Bester Film                                    | Jurassic Park                                         | Gewonnen  |
| 1994 | Český lev                                                           | Bester fremdsprachiger Film                    | Jurassic Park                                         | Gewonnen  |
| 1994 | Blue Ribbon Awards                                                  | Bester fremdsprachiger Film                    | Jurassic Park                                         | Gewonnen  |
| 1994 | Saturn Awards                                                       | Bester Science-Fiction-Film                    | Jurassic Park                                         | Gewonnen  |
| 1994 | Saturn Awards                                                       | Beste Regie                                    | Jurassic Park                                         | Gewonnen  |
| 1994 | People’s Choice Awards                                              | People’s Choice Awards Honoree                 | Einzelpreis                                           | Gewonnen  |
| 1994 | Young Artist Awards                                                 | Jackie Coogan Award                            | Einzelpreis                                           | Gewonnen  |
| 1994 | ShoWest Convention                                                  | Regisseur des Jahres                           | Einzelpreis                                           | Gewonnen  |
| 1994 | Chicago Film Critics Association                                    | Beste Regie                                    | Schindlers Liste                                      | Gewonnen  |
| 1994 | Golden Globe                                                        | Beste Regie                                    | Schindlers Liste                                      | Gewonnen  |
| 1994 | Golden Globe                                                        | Bester Film – Drama                            | Schindlers Liste                                      | Gewonnen  |
| 1994 | National Society of Film Critics Awards                             | Beste Regie                                    | Schindlers Liste                                      | Gewonnen  |
| 1994 | Dallas Fort Worth Film Critics Association                          | Beste Regie                                    | Schindlers Liste                                      | Gewonnen  |
| 1994 | Kansas City Film Critics Circle Awards                              | Beste Regie                                    | Schindlers Liste                                      | Gewonnen  |
| 1994 | Oscar                                                               | Beste Regie                                    | Schindlers Liste                                      | Gewonnen  |
| 1994 | Oscar                                                               | Bester Film                                    | Schindlers Liste                                      | Gewonnen  |
| 1994 | BAFTA Awards                                                        | Bester Film                                    | Schindlers Liste                                      | Gewonnen  |
| 1994 | Directors Guild of America                                          | Herausragende Regieleistung in einem Spielfilm | Schindlers Liste                                      | Gewonnen  |
| 1994 | Amanda                                                              | Bester fremdsprachiger Film                    | Schindlers Liste                                      | Gewonnen  |
| 1994 | Hochi Film Awards                                                   | Bester fremdsprachiger Film                    | Schindlers Liste                                      | Gewonnen  |
| 1995 | Kinema Junpo Awards                                                 | Bester fremdsprachiger Film                    | Schindlers Liste                                      | Gewonnen  |
| 1995 | Mainichini Film Concours                                            | Bester fremdsprachiger Film                    | Schindlers Liste                                      | Gewonnen  |
| 1995 | PGA Golden Laurel Awards                                            | Bester Produzent                               | Schindlers Liste                                      | Gewonnen  |
| 1995 | London Critics Circle Film Awards                                   | Beste Regie                                    | Schindlers Liste                                      | Gewonnen  |
| 1995 | César                                                               | Ehrenpreis                                     | Einzelpreis                                           | Gewonnen  |
| 1995 | American Film Institute                                             | Lebenswerk                                     | Einzelpreis                                           | Gewonnen  |
| 1998 | Bundesverdienstkreuz (für die Auseinandersetzung mit dem Holocaust) | –                                              | Schindlers Liste                                      | Gewonnen  |
| 1998 | PGA Golden Laurel Awards                                            | Theatrical Motion Pictures                     | Amistad                                               | Gewonnen  |
| 1998 | Rembrandt Awards                                                    | Beste Regie                                    | Vergessene Welt: Jurassic Park                        | Gewonnen  |
| 1998 | Los Angeles Film Critics Association Awards                         | Beste Regie                                    | Der Soldat James Ryan                                 | Gewonnen  |
| 1998 | Las Vegas Film Critics Society Awards                               | Beste Regie                                    | Der Soldat James Ryan                                 | Gewonnen  |
| 1998 | Toronto Film Critics Association                                    | Beste Regie                                    | Der Soldat James Ryan                                 | Gewonnen  |
| 1998 | Russian Guild of Film Critics                                       | Bester fremdsprachiger Film                    | Der Soldat James Ryan                                 | Nominiert |
| 1998 | European Film Awards                                                | Screen International Award                     | Der Soldat James Ryan                                 | Nominiert |
| 1999 | Chicago Film Critics Association                                    | Beste Regie                                    | Der Soldat James Ryan                                 | Nominiert |
| 1999 | Oscar                                                               | Beste Regie                                    | Der Soldat James Ryan                                 | Gewonnen  |
| 1999 | Oscar                                                               | Bester Film                                    | Der Soldat James Ryan                                 | Nominiert |
| 1999 | Golden Globe                                                        | Beste Regie                                    | Der Soldat James Ryan                                 | Gewonnen  |
| 1999 | Golden Globe                                                        | Bester Film – Drama                            | Der Soldat James Ryan                                 | Gewonnen  |
| 1999 | Empire Awards                                                       | Beste Regie                                    | Der Soldat James Ryan                                 | Gewonnen  |
| 1999 | Southeastern Film Critics Association Awards                        | Beste Regie                                    | Der Soldat James Ryan                                 | Gewonnen  |
| 1999 | Kansas City Film Critics Circle Awards                              | Beste Regie                                    | Der Soldat James Ryan                                 | Gewonnen  |
| 1999 | Broadcast Film Critics Association                                  | Beste Regie                                    | Der Soldat James Ryan                                 | Gewonnen  |
| 1999 | Online Film Critics Society Awards                                  | Beste Regie                                    | Der Soldat James Ryan                                 | Gewonnen  |
| 1999 | Directors Guild of America Awards                                   | Beste Filmregie                                | Der Soldat James Ryan                                 | Gewonnen  |
| 1999 | PGA Golden Laurel Awards                                            | Bester Produzent                               | Der Soldat James Ryan                                 | Gewonnen  |
| 1999 | Italian National Syndicate of Film Journalists                      | Bester fremdsprachiger Film                    | Der Soldat James Ryan                                 | Gewonnen  |
| 1999 | Český lev                                                           | Bester fremdsprachiger Film                    | Der Soldat James Ryan                                 | Gewonnen  |
| 1999 | Amanda                                                              | Bester fremdsprachiger Film                    | Der Soldat James Ryan                                 | Nominiert |
| 1999 | London Film Critics’ Circle                                         | Regisseur des Jahres                           | Der Soldat James Ryan                                 | Nominiert |
| 1999 | Satellite Awards                                                    | Beste Regie                                    | Der Soldat James Ryan                                 | Nominiert |
| 1999 | Satellite Awards                                                    | Bester Film – Drama                            | Der Soldat James Ryan                                 | Nominiert |
| 1999 | BAFTA Awards                                                        | David Lean Award für Regie                     | Der Soldat James Ryan                                 | Nominiert |
| 1999 | BAFTA Awards                                                        | Bester Film                                    | Der Soldat James Ryan                                 | Nominiert |
| 1999 | Directors Guild of America                                          | Herausragende Regieleistung in einem Spielfilm | Der Soldat James Ryan                                 | Gewonnen  |
| 2000 | Directors Guild of America                                          | Lifetime Achievement Award                     | Einzelpreis                                           | Gewonnen  |
| 2000 | NAACP Image Award                                                   | Vanguard Award                                 | Einzelpreis                                           | Gewonnen  |
| 2000 | PGA Golden Laurel Awards                                            | PGA Hall of Fame – Motion Picture              | E.T. – Der Außerirdische                              | Gewonnen  |
| 2001 | Internationale Filmfestspiele von Venedig                           | Future Film Festival Digital Award             | A.I. – Künstliche Intelligenz                         | Gewonnen  |
| 2002 | Emmy                                                                | Beste Mini-Serie oder Fernsehfilm              | Band of Brothers – Wir waren wie Brüder               | Gewonnen  |
| 2002 | Golden Globe                                                        | Beste Mini-Serie oder Fernsehfilm              | Band of Brothers – Wir waren wie Brüder               | Gewonnen  |
| 2002 | PGA Golden Laurel Awards                                            | Bester Produzent des Jahres                    | Band of Brothers – Wir waren wie Brüder               | Gewonnen  |
| 2002 | Christopher Awards                                                  | Television and Cable                           | Band of Brothers – Wir waren wie Brüder               | Gewonnen  |
| 2002 | AFI Awards                                                          | Fernsehfilm oder Mini-Serie des Jahres         | Band of Brothers – Wir waren wie Brüder               | Gewonnen  |
| 2002 | Saturn Awards                                                       | Beste Regie                                    | A.I. – Künstliche Intelligenz                         | Nominiert |
| 2002 | Saturn Awards                                                       | Bestes Drehbuch                                | A.I. – Künstliche Intelligenz                         | Gewonnen  |
| 2002 | Empire Awards                                                       | Beste Regie                                    | A.I. – Künstliche Intelligenz                         | Nominiert |
| 2002 | Golden Globe                                                        | Beste Regie                                    | A.I. – Künstliche Intelligenz                         | Nominiert |
| 2002 | Online Film Critics Society Awards                                  | Bestes adaptierte Drehbuch                     | A.I. – Künstliche Intelligenz                         | Nominiert |
| 2002 | Mainichini Film Concours                                            | Bester fremdsprachiger Film                    | A.I. – Künstliche Intelligenz                         | Gewonnen  |
| 2002 | Hollywood Film Festival                                             | Hollywoodfilm des Jahres                       | Minority Report                                       | Gewonnen  |
| 2002 | European Film Awards                                                | Screen International Award                     | Minority Report                                       | Nominiert |
| 2003 | Italian National Syndicate of Film Journalists                      | Bester fremdsprachiger Regisseur               | Minority Report                                       | Nominiert |
| 2003 | Cinema Writers Circle Awards                                        | Bester fremdsprachiger Film                    | Minority Report                                       | Nominiert |
| 2003 | César                                                               | Bester fremdsprachiger Film                    | Minority Report                                       | Nominiert |
| 2003 | Online Film Critics Society Awards                                  | Beste Regie                                    | Minority Report                                       | Nominiert |
| 2003 | Saturn Awards                                                       | Bester Science-Fiction-Film                    | Minority Report                                       | Gewonnen  |
| 2003 | Saturn Awards                                                       | Beste Regie                                    | Minority Report                                       | Gewonnen  |
| 2003 | Empire Awards                                                       | Beste Regie                                    | Minority Report                                       | Gewonnen  |
| 2003 | Broadcast Film Critics Association                                  | Beste Regie                                    | Minority Report                                       | Gewonnen  |
| 2004 | Broadcast Film Critics Association                                  | Beste Regie                                    | Catch Me If You Can                                   | Gewonnen  |
| 2004 | Akira Kurosawa Award                                                | Tokyo International Film Festival              | Einzelpreis                                           | Gewonnen  |
| 2005 | Washington DC Area Film Critics Association Awards                  | Beste Regie                                    | München                                               | Gewonnen  |
| 2005 | Kansas City Film Critics Circle Awards                              | Beste Regie                                    | München                                               | Gewonnen  |
| 2006 | Golden Eagle Awards                                                 | Bester fremdsprachiger Film                    | München                                               | Nominiert |
| 2006 | Broadcast Film Critics Association                                  | Beste Regie                                    | München                                               | Nominiert |
| 2006 | Online Film Society Awards                                          | Beste Regie                                    | München                                               | Nominiert |
| 2006 | Directors Guild of America                                          | Beste Regie                                    | München                                               | Nominiert |
| 2006 | Oscar                                                               | Beste Regie                                    | München                                               | Nominiert |
| 2006 | Oscar                                                               | Bester Film                                    | München                                               | Nominiert |
| 2006 | Golden Globe                                                        | Beste Regie – Drama                            | München                                               | Nominiert |
| 2006 | Saturn Awards                                                       | Beste Regie                                    | Krieg der Welten                                      | Nominiert |
| 2006 | Empire Awards                                                       | Beste Regie                                    | Krieg der Welten                                      | Nominiert |
| 2006 | International Emmy Award                                            | Founders Award                                 | Einzelpreis                                           | Gewonnen  |
| 2007 | Oscar                                                               | Bester Film                                    | Letters from Iwo Jima                                 | Nominiert |
| 2009 | Saturn Awards                                                       | Beste Regie                                    | Indiana Jones und das Königreich des Kristallschädels | Nominiert |
| 2009 | Golden Globe                                                        | Lebenswerk (überreicht durch Martin Scorsese)  | Einzelpreis                                           | Gewonnen  |
| 2010 | Motion Picture Sound Editors                                        | Filmmaker’s Award                              | Einzelpreis                                           | Gewonnen  |
| 2010 | Emmy                                                                | Beste Mini-Serie                               | The Pacific                                           | Gewonnen  |
| 2011 | PGA Golden Laurel Awards                                            | Bester Produzent des Jahres                    | The Pacific                                           | Gewonnen  |
| 2011 | AFI Awards                                                          | TV-Programm des Jahres                         | The Pacific                                           | Gewonnen  |
| 2011 | Satellite Awards                                                    | Beste Regie                                    | Gefährten (War Horse)                                 | Nominiert |
| 2011 | Southeastern Film Critics Association                               | Bester Animationsfilm                          | Die Abenteuer von Tim und Struppi                     | Nominiert |
| 2011 | Phoenix Film Critics Society Awards                                 | Bester Animationsfilm                          | Die Abenteuer von Tim und Struppi                     | Nominiert |
| 2011 | Toronto Film Critics Association                                    | Bester Animationsfilm                          | Die Abenteuer von Tim und Struppi                     | Gewonnen  |
| 2011 | Washington DC Area Film Critics Association                         | Bester Animationsfilm                          | Die Abenteuer von Tim und Struppi                     | Gewonnen  |
| 2012 | Robert Festival                                                     | Bester amerikanischer Film                     | Die Abenteuer von Tim und Struppi                     | Nominiert |
| 2012 | Saturn Awards                                                       | Beste Regie                                    | Die Abenteuer von Tim und Struppi                     | Nominiert |
| 2012 | Saturn Awards                                                       | Bester Animationsfilm                          | Die Abenteuer von Tim und Struppi                     | Nominiert |
| 2012 | BAFTA Awards                                                        | Bester Animationsfilm                          | Die Abenteuer von Tim und Struppi                     | Nominiert |
| 2012 | Online Film Critics Society Awards                                  | Bester Animationsfilm                          | Die Abenteuer von Tim und Struppi                     | Nominiert |
| 2012 | Central Ohio Film Critics Association                               | Bester Animationsfilm                          | Die Abenteuer von Tim und Struppi                     | Nominiert |
| 2012 | Chicago Film Critics Association                                    | Bester Animationsfilm                          | Die Abenteuer von Tim und Struppi                     | Nominiert |
| 2012 | Golden Globe                                                        | Bester Animationsfilm                          | Die Abenteuer von Tim und Struppi                     | Gewonnen  |
| 2012 | PGA Awards                                                          | Bester Animationsfilm                          | Die Abenteuer von Tim und Struppi                     | Gewonnen  |
| 2012 | Christopher Awards                                                  | Feature Films                                  | Gefährten                                             | Gewonnen  |
| 2012 | Oscar                                                               | Bester Film                                    | Gefährten                                             | Nominiert |
| 2012 | Empire Awards                                                       | Beste Regie                                    | Gefährten                                             | Nominiert |
| 2012 | Broadcast Film Critics Association                                  | Beste Regie                                    | Gefährten                                             | Nominiert |
| 2012 | AFI Awards                                                          | Film des Jahres                                | Gefährten                                             | Gewonnen  |
| 2012 | AFI Awards                                                          | Film des Jahres                                | Lincoln                                               | Gewonnen  |
| 2012 | Satellite Awards                                                    | Beste Regie                                    | Lincoln                                               | Nominiert |
| 2012 | Washington DC Area Film Critics Association                         | Beste Regie                                    | Lincoln                                               | Nominiert |
| 2013 | Broadcast Film Critics Association                                  | Beste Regie                                    | Lincoln                                               | Nominiert |
| 2013 | Golden Globe                                                        | Beste Regie                                    | Lincoln                                               | Nominiert |
| 2013 | Golden Globe                                                        | Bester Film – Drama                            | Lincoln                                               | Nominiert |
| 2013 | Oscar                                                               | Beste Regie                                    | Lincoln                                               | Nominiert |
| 2013 | Oscar                                                               | Bester Film                                    | Lincoln                                               | Nominiert |
| 2013 | Gilder Lehrman Lincoln Prize                                        | Special Achievement Award                      | Lincoln                                               | Gewonnen  |
| 2016 | Oscar                                                               | Bester Film                                    | Bridge of Spies – Der Unterhändler                    | Nominiert |
| 2018 | Golden Globe                                                        | Beste Regie                                    | Die Verlegerin                                        | Nominiert |
| 2018 | Oscar                                                               | Bester Film                                    | Die Verlegerin                                        | Nominiert |
| 2022 | Golden Globe                                                        | Beste Regie                                    | West Side Story                                       | Nominiert |
| 2022 | Golden Globe                                                        | Bester Film – Musical/Komödie                  | West Side Story                                       | Gewonnen  |
| 2022 | Oscar                                                               | Bester Film                                    | West Side Story                                       | Nominiert |
| 2022 | Oscar                                                               | Beste Regie                                    | West Side Story                                       | Nominiert |
| 2022 | Toronto International Film Festival                                 | People’s Choice Award                          | Die Fabelmans                                         | Gewonnen  |
| 2023 | Golden Globe                                                        | Bester Film – Drama                            | Die Fabelmans                                         | Gewonnen  |
| 2023 | Golden Globe                                                        | Beste Regie                                    | Die Fabelmans                                         | Gewonnen  |
| 2023 | Golden Globe                                                        | Bestes Drehbuch                                | Die Fabelmans                                         | Nominiert |
| 2023 | Oscar                                                               | Bester Film                                    | Die Fabelmans                                         | Nominiert |
| 2023 | Oscar                                                               | Beste Regie                                    | Die Fabelmans                                         | Nominiert |
| 2023 | Oscar                                                               | Bestes Originaldrehbuch                        | Die Fabelmans                                         | Nominiert |
| 2024 | Oscar                                                               | Bester Film                                    | Maestro                                               | Nominiert |

| Platz | Film                                  |
| ----- | ------------------------------------- |
| 006   | Schindlers Liste                      |
| 024   | Der Soldat James Ryan                 |
| 058   | Jäger des verlorenen Schatzes         |
| 116   | Indiana Jones und der letzte Kreuzzug |
| 143   | Jurassic Park                         |
| 173   | Catch Me If You Can                   |
| 203   | Der weiße Hai                         |

## Philanthropie
1994 entstand auch auf Spielbergs Initiative hin die Survivors of the Shoah Visual History Foundation – eine gemeinnützige Organisation, die Aussagen von Überlebenden der Shoah für Bildungszwecke archiviert.
Spielberg fördert durch persönliches und finanzielles Engagement den Nachwuchs in Hollywood, zum Beispiel an den Universitäten, die ihn damals abgelehnt hatten. Ein erneuter Generationswechsel kündigt sich an, und so sind es u. a. Spielberg-Filme, die nun Jungtalente der MTV-Generation dazu bringen, Regisseur werden zu wollen.
Ein weiteres seiner vielen Stiftungsprojekte ist die Starbright Foundation, die schwerkranken Kindern hilft. Auch im Wahlkampf um die US-Präsidentschaft machte Spielberg seinen inzwischen erheblichen gesellschaftspolitischen Einfluss geltend – durch aktive Unterstützung demokratischer Kandidaten wie John Kerry und zuvor Bill Clinton.